# Giulia Guarino
Julia Guarino Flechter (Eboli, 17 luglio 1897 – Montevideo, 31 luglio 1985) è stata un architetto italiano naturalizzato uruguaiano, prima donna architetto di tutta l'America Latina.

## Biografia
Nacque ad Eboli, in provincia di Salerno e con la famiglia si trasferì a Battipaglia prima di emigrare in Uruguay, dove si laurea nel 1923.
Fu inoltre professoressa e disegnatrice. 
Per la sua importanza come simbolo della emancipazione femminile, l'Uruguay le ha "dedicato" un francobollo che riporta la sua effigie, la data di nascita e di morte e una sua famosa opera. Anche una via di Montevideo porta il suo nome, "Arq. Julia Guarino Fiechter" (sic).